# Chi Gội nước
Aphanamixis là một chi thực vật thuộc họ Meliaceae.

## Hình ảnh

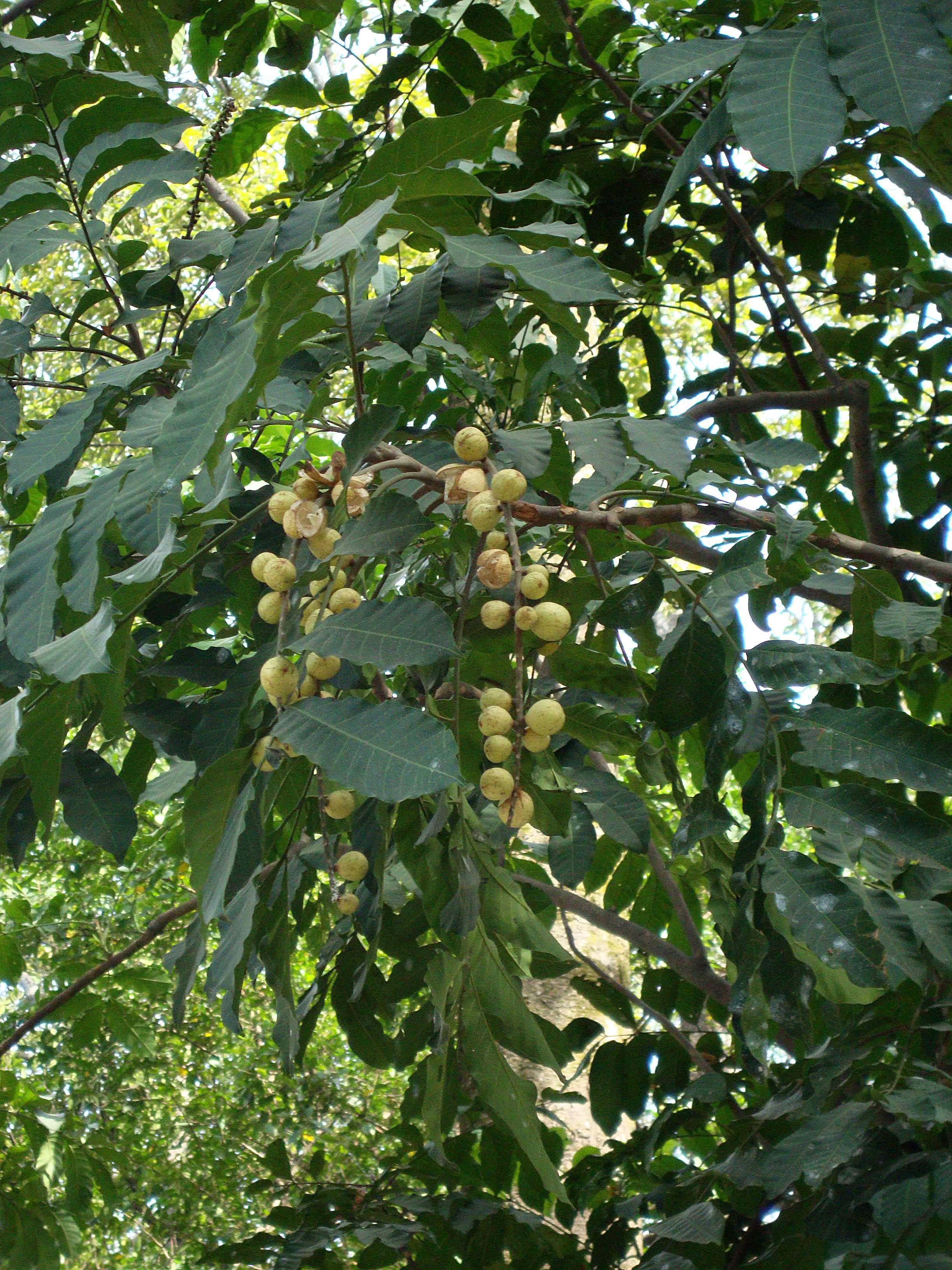
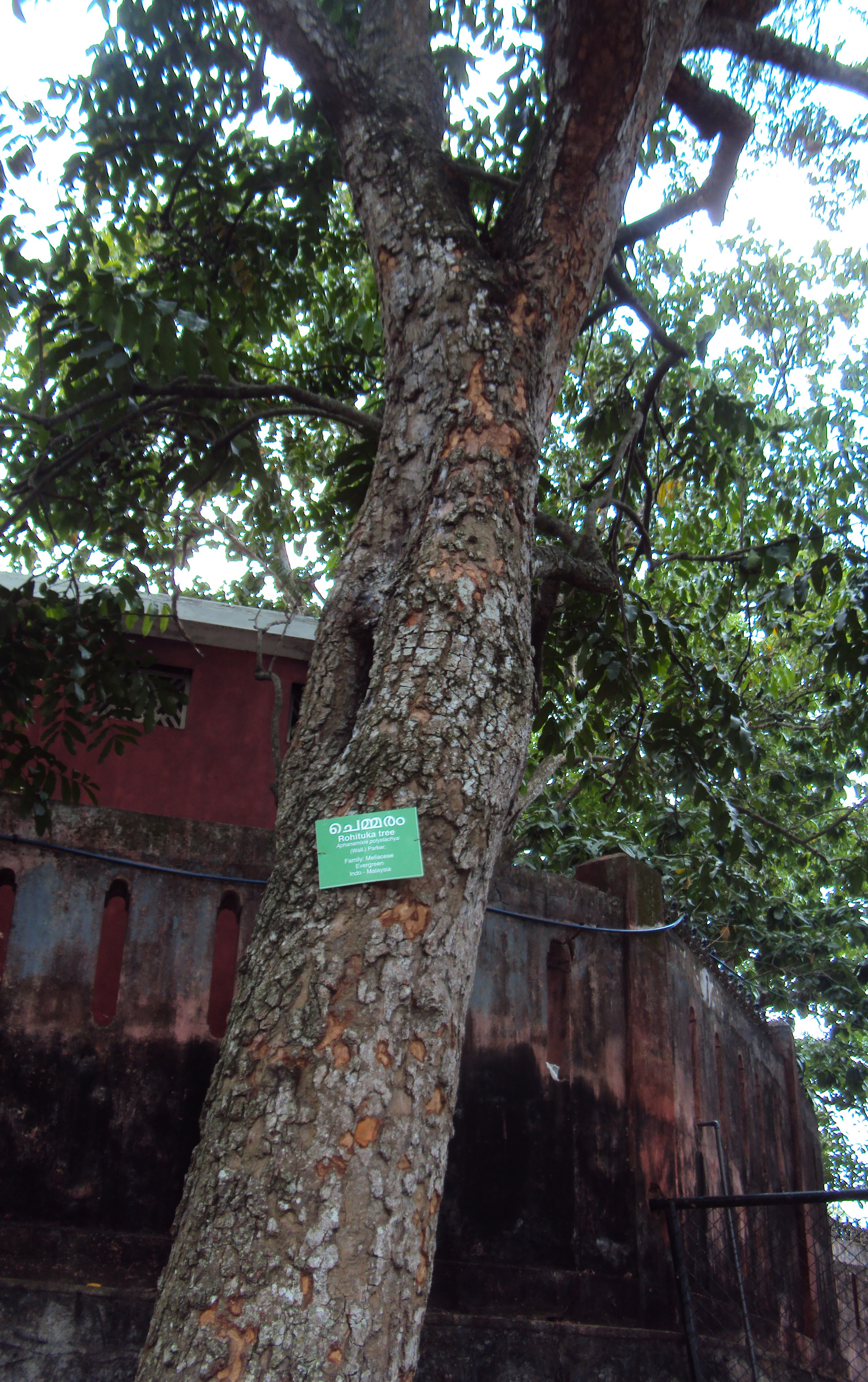

## Các loài tiêu biểu
| A. agusanensis Elmer A. amboensis (Miq.) Harms A. apoensis Elmer A. borneensis (Miq.) Merr. A. coriacea Merr. A. cucullata (Roxb.) M.R.Almeida A. cumingiana (A.DC.) Harms A. davaoensis Elmer A. decandra (Roxb.) Kosterm. A. elmeri (Merr.) Merr. A. grandifolia Blume A. humilis (Hassk.) Kosterm. A. lauterbachii Harms A. macrocalyx Harms A. myrmecophila (Warb.) Harms A. obliquifolia Elmer |  | A. pedicellata Ridl. A. perrottetiana A.Juss. A. pinatubensis Elmer A. polillensis (C.B.Rob.) Merr. A. polystachya (Wall.) R.Parker A. pulgarensis Elmer A. reticulosa Kosterm. A. rohituka (Roxb.) Pierre A. rubiginosa Griff. ex C.DC. A. schlechteri Harms A. sinensis F.C.How & T.C.Chen A. sumatrana (Miq.) Harms A. timorensis A.Juss. A. trichanthera (Koord. & Valleton) Koord. A. tripetala (Blanco) Merr. A. velutina Elmer |  |

Nguồn: